# 玛丽·戈登-沃森
玛丽·戈登-沃森（英語：Mary Gordon-Watson，1948年4月3日—），英国女子马术运动员。她曾代表英国参加1972年夏季奥林匹克运动会马术比赛，获得团体三项赛金牌和个人三项赛第四名。